# Жити або померти
Жити або померти (англ. Living & Dying) — американський трилер 2007 року.

## Сюжет
Троє хлопців і дівчина грабують банк, але на зворотньому шляху їх автомобіль блокує поліція. У перестрілці один з грабіжників гине, дівчина поранена. Вони забігають в перше-ліпше кафе і закриваються в ньому разом з усіма відвідувачами. Поліція блокує кафе і починається облога. Проблема лише в тому, що в кафе в цей час знаходяться два найманих вбивці, які збираються перебити всіх і вискочити з пастки.

## У ролях
| Актор                 | Роль                    |
| --------------------- | ----------------------- |
| Едвард Ферлонг        | Сем                     |
| Том Земброд           | Білл                    |
| Майкл Медсен          | агент Лінд              |
| Бай Лін               | Надя                    |
| Арнольд Вослу         | детектив Рік Девлін     |
| Моріс Ріпке           | Бад                     |
| Малгожата Кожуховська | Поліна                  |
| Джордана Спіро        | Мері Джейн              |
| Робін МакГі           | містер Гріс             |
| Йельда Рейно          | детектив Кетрін Пулліам |